# Jerzy Gołaszewski
Jerzy Gołaszewski (ur. 13 grudnia 1949 w Toruniu, zm. 12 maja 2020 w Poznaniu) – polski wykładowca sportowy, trener i teoretyk piłki nożnej.

## Życiorys
Pochodził z Torunia, gdzie zaczynał swoją przygodę piłkarską – najpierw podczas służby wojskowej w Gryfie, a później w ZKS Elana.
Jednak życie zawodowe związał z Poznaniem, gdzie od początku studiów grał w klubie Olimpia, a potem też w SC Falcons Toronto. Był wykładowcą Akademii Wychowania Fizycznego w Poznaniu. Pracował Zakładzie Zespołowych Gier Sportowych tej uczelni (od 1987 do 2007).
Napisał podręcznik Piłka nożna (2003). Był wieloletnim kierownikiem specjalizacji trenerskiej z piłki nożnej. Prowadził pierwsze reprezentacje Polski w kategoriach wiekowych od U-15 do seniorów. Był organizatorem halowego turnieju piłki nożnej im. prof. Balcera i ekspertem Ministerstwa Edukacji Narodowej.
Był współtwórcą poznańskiej drużyny futsalowej Akademii Słowa, która w latach 2010-2012, pod nazwą Akademia FC Pniewy, trzy razy zdobyła mistrzostwo Polski.
Zmarł 12 maja 2020 po długiej chorobie. Pogrzeb odbył się 22 maja 2020 na cmentarzu Miłostowo.